# Жила (електроніка)
В електроніці, під жилою розуміють електричне з'єднання, що складається з кабелю певної довжини або припаю, що йде від пристрою. Жили використовуються для забезпечення фізичного контакту для передачі електроенергії, перевірки електроланок і передачі інформації. Найдрібніші жили що виводяться назовні часто називають «контактами».